# Stratocumulus

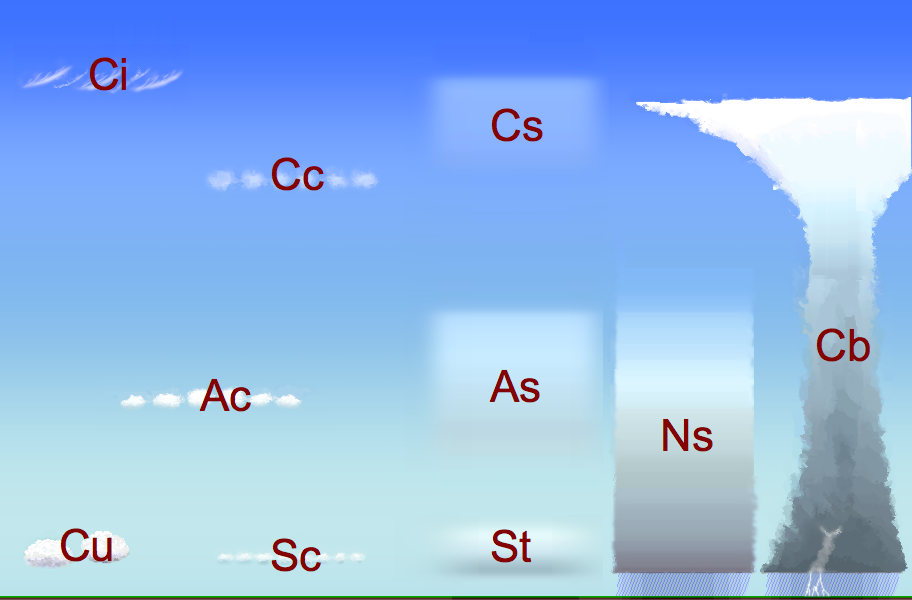

Stratocumulus is een wolkengeslacht en wordt gebruikt voor wolken die lager zijn dan 2,5 km hoogte. Het woord komt van het Latijnse stratus (gelaagd) en cumulus (gestapeld).
Deze wolkvorm heeft vele flarden die verschillen in zichtbaarheid, met af en toe stukken heldere hemel. Het is een grijze of witachtige wolkenlaag, waarin donkere en lichtere delen elkaar afwisselen. Het zijn grote ballen of rollen, soms los van elkaar, soms met elkaar versmolten. De stratocumulus komt voor in vele kleuren en tinten van helderheid. Toch ziet deze wolk er massief uit.
Stratocumulus kan worden onderscheiden van altocumulus door het verschil in (schijnbare) grootte van de afzonderlijke wolken. Hierbij kan de volgende vuistregel worden gebruikt: wanneer men met gestrekte arm de hand uitstrekt in de richting van de wolk, hebben de delen van de altocumulus de grootte van een duimnagel terwijl de grootte van de stratocumulusdelen die van een vuist is.
De stratocumuluswolken zijn een geslacht uit de familie van lage wolken en kunnen worden verdeeld in 3 wolkensoorten:
- Stratocumulus stratiformis (Sc str)
- Stratocumulus lenticularis (Sc len)
- Stratocumulus castellanus (Sc cas)

Stratocumulus kent 7 ondersoorten:
- translucidus
- perlucidus
- opacus
- duplicatus
- undulatus
- radiatus
- lacunosus

Lenticularis

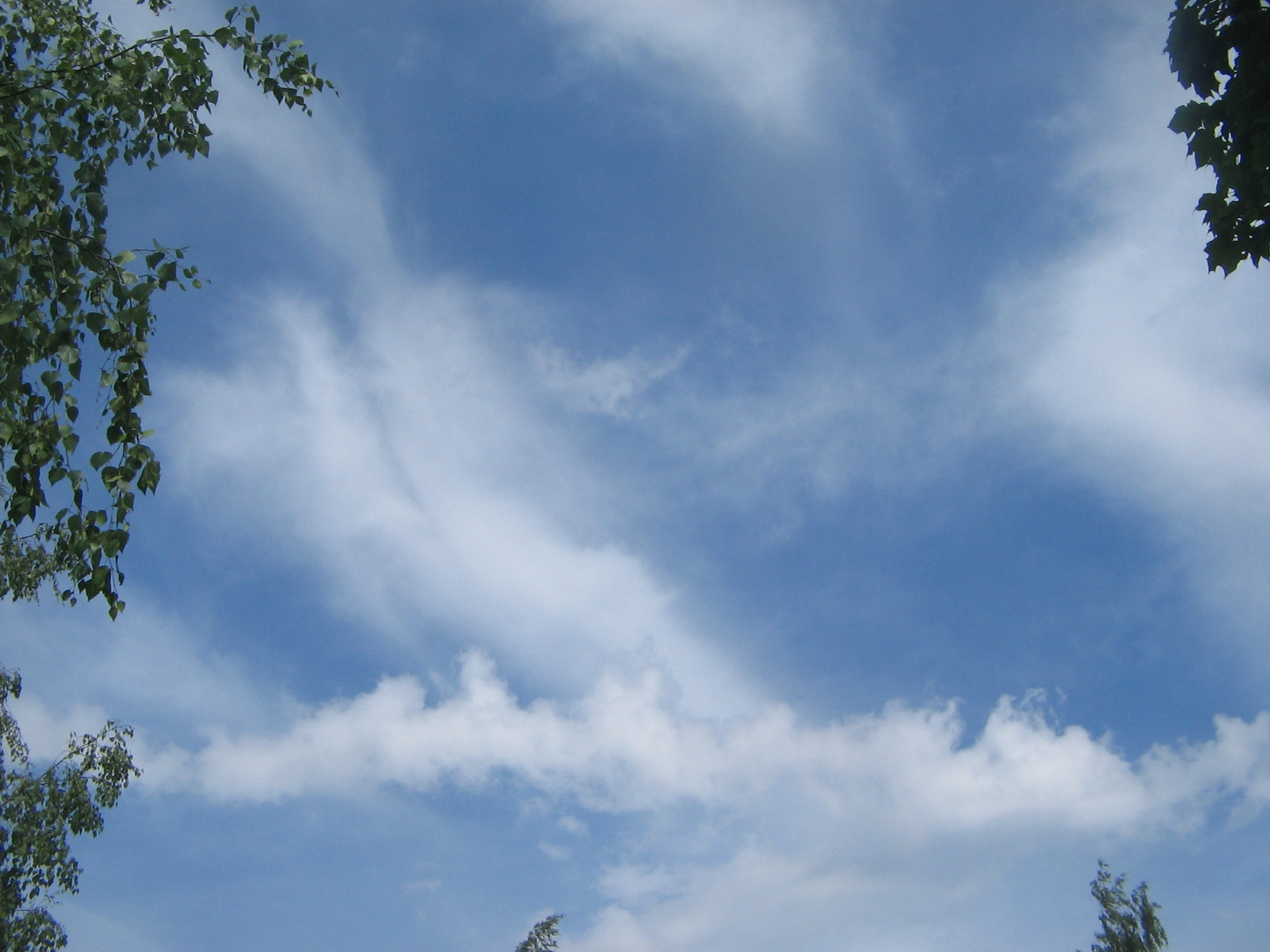
Castellanus (onderste helft van de foto)

Uit stratocumulus kan motregen vallen, waarbij de regendruppels direct uit botsingen van waterdruppeltjes ontstaan.